# FC Inter Turku
Football Club International Turku, mezinárodně známý spíše jako Inter Turku, je finský fotbalový klub z města Turku. Založen byl roku 1990. Jednou vyhrál finskou ligu (2008), jednou získal finský fotbalový pohár (2009). Díky tomu se dvakrát podíval do evropských pohárů, v Lize mistrů 2009/10 vypadl v 2. předkole se Sheriffem Tiraspol, v 3. předkole Evropské ligy 2010/11 ztroskotal na Racingu Genk.